# Jack Cady
John Deere Cady, detto Jack (Illinois, 26 gennaio 1866 – Minneapolis, 12 novembre 1933), è stato un golfista statunitense.

## Carriera
Cady partecipò ai Giochi olimpici di Saint Louis 1904, dove vinse una medaglia d'argento nel torneo a squadre. Nella stessa Olimpiade, prese parte al torneo individuale, in cui fu sconfitto ai sedicesimi di finale da George Lyon.
Era il nipote di John Deere, fondatore dell’azienda omonima, ed il bisnipote di Linus Yale, inventore della serratura a cilindro.

## Palmarès
In carriera ha conseguito i seguenti risultati:
- Giochi olimpici

St. Louis 1904: una medaglia d'argento nel torneo a squadre.